# 金東勛
金東勛（英語：KIM DongHun，1993年9月15日—），韓國男子羽毛球運動員。

## 簡歷
2019年9月，金東勛參加2019年韓國羽毛球公開賽男子單打比賽，在首輪以11-21、21-15、21-13逆轉丹麥選手拉斯穆斯·傑姆克；隨後以12-21、9-21不敵來自日本的球王桃田賢斗，止於16強。
2019年11月，金東勛參加2019年韓國羽毛球大師賽男子單打比賽，在前兩輪先後擊敗印度選手沙魯巴·維爾馬及薩米爾·維爾馬，晉級八強後以21-16、20-22、6-21不敵來自日本的常山幹太，止步八強。

## 主要比賽成績
只列出曾進入準決賽的國際賽事成績：
| 年份   | 賽事                 | 公開賽級別 | 項目     | 成績   |
| ------ | -------------------- | ---------- | -------- | ------ |
| 2023年 | 泰國羽毛球國際系列賽 | 國際系列賽 | 男子單打 | 準決賽 |
| 2024年 | 泰國羽毛球國際系列賽 | 國際系列賽 | 男子單打 | 準決賽 |

| 2018-2026年 | 總決賽 | 超級1000賽 | 超級750賽 | 超級500賽 | 超級300賽 | 超級100賽 | 國際挑戰賽 | 國際系列賽 | 未來系列賽 | 其他 |